# Cselgáncs az 1980. évi nyári olimpiai játékokon
Az 1980. évi nyári olimpiai játékokon a cselgáncsban nyolc versenyszámban avattak olimpiai bajnokot.

## Éremtáblázat
| Az 1980. évi nyári olimpiai játékok éremtáblázata cselgáncsban | Az 1980. évi nyári olimpiai játékok éremtáblázata cselgáncsban | Az 1980. évi nyári olimpiai játékok éremtáblázata cselgáncsban | Az 1980. évi nyári olimpiai játékok éremtáblázata cselgáncsban | Az 1980. évi nyári olimpiai játékok éremtáblázata cselgáncsban | Olimpia  |
| -------------------------------------------------------------- | -------------------------------------------------------------- | -------------------------------------------------------------- | -------------------------------------------------------------- | -------------------------------------------------------------- | -------- |
|                                                                | Ország                                                         | Arany                                                          | Ezüst                                                          | Bronz                                                          | Összesen |
| 1.                                                             | Szovjetunió (URS)                                              | 2                                                              | 1                                                              | 2                                                              | 5        |
| 2.                                                             | Franciaország (FRA)                                            | 2                                                              | 1                                                              | 1                                                              | 4        |
| 3.                                                             | NDK (GDR)                                                      | 1                                                              | 0                                                              | 4                                                              | 5        |
| 4.                                                             | Belgium (BEL)                                                  | 1                                                              | 0                                                              | 0                                                              | 1        |
| 4.                                                             | Olaszország (ITA)                                              | 1                                                              | 0                                                              | 0                                                              | 1        |
| 4.                                                             | Svájc (SUI)                                                    | 1                                                              | 0                                                              | 0                                                              | 1        |
|                                                                |                                                                |                                                                |                                                                |                                                                |          |
| 7.                                                             | Kuba (CUB)                                                     | 0                                                              | 3                                                              | 0                                                              | 3        |
| 8.                                                             | Bulgária (BUL)                                                 | 0                                                              | 1                                                              | 1                                                              | 2        |
| 8.                                                             | Mongólia (MGL)                                                 | 0                                                              | 1                                                              | 1                                                              | 2        |
| 8.                                                             | Nagy-Britannia (GBR)                                           | 0                                                              | 1                                                              | 1                                                              | 2        |
|                                                                |                                                                |                                                                |                                                                |                                                                |          |
| 11.                                                            | Magyarország (HUN)                                             | 0                                                              | 0                                                              | 2                                                              | 2        |
| 12.                                                            | Csehszlovákia (TCH)                                            | 0                                                              | 0                                                              | 1                                                              | 1        |
| 12.                                                            | Hollandia (NED)                                                | 0                                                              | 0                                                              | 1                                                              | 1        |
| 12.                                                            | Jugoszlávia (YUG)                                              | 0                                                              | 0                                                              | 1                                                              | 1        |
| 12.                                                            | Lengyelország (POL)                                            | 0                                                              | 0                                                              | 1                                                              | 1        |
|                                                                |                                                                |                                                                |                                                                |                                                                |          |
| Összesen                                                       | Összesen                                                       | 8                                                              | 8                                                              | 16                                                             | 32       |

## Érmesek
| Az 1980. évi nyári olimpiai játékok érmesei cselgáncsban |                                         |                                     |                                            |
| Versenyszám                                              | Arany                                   | Ezüst                               | Bronz                                      |
| Abszolút kategória                                       | Dietmar Lorenz · NDK (GDR)              | Angelo Parisi · Franciaország (FRA) | Arthur Mapp · Nagy-Britannia (GBR)         |
| Abszolút kategória                                       | Dietmar Lorenz · NDK (GDR)              | Angelo Parisi · Franciaország (FRA) | Ozsvár András · Magyarország (HUN)         |
| Nehézsúly +95 kg                                         | Angelo Parisi · Franciaország (FRA)     | Dimitar Zaprjanov · Bulgária (BUL)  | Radomir Kovačević · Jugoszlávia (YUG)      |
| Nehézsúly +95 kg                                         | Angelo Parisi · Franciaország (FRA)     | Dimitar Zaprjanov · Bulgária (BUL)  | Vladimír Kocman · Csehszlovákia (TCH)      |
| Félnehézsúly 95 kg                                       | Robert Van de Walle · Belgium (BEL)     | Tengiz Hubuluri · Szovjetunió (URS) | Dietmar Lorenz · NDK (GDR)                 |
| Félnehézsúly 95 kg                                       | Robert Van de Walle · Belgium (BEL)     | Tengiz Hubuluri · Szovjetunió (URS) | Henk Numan · Hollandia (NED)               |
| Középsúly 86 kg                                          | Jörg Röthlisberger · Svájc (SUI)        | Isaac Azcuy · Kuba (CUB)            | Detlef Ultsch · NDK (GDR)                  |
| Középsúly 86 kg                                          | Jörg Röthlisberger · Svájc (SUI)        | Isaac Azcuy · Kuba (CUB)            | Aleksandrs Jackēvičs · Szovjetunió (URS)   |
| Váltósúly 78 kg                                          | Sota Habareli · Szovjetunió (URS)       | Juan Ferrer · Kuba (CUB)            | Harald Heinke · NDK (GDR)                  |
| Váltósúly 78 kg                                          | Sota Habareli · Szovjetunió (URS)       | Juan Ferrer · Kuba (CUB)            | Bernard Tchoullouyan · Franciaország (FRA) |
| Könnyűsúly 71 kg                                         | Ezio Gamba · Olaszország (ITA)          | Neil Adams · Nagy-Britannia (GBR)   | Ravdangiin Davaadalai · Mongólia (MGL)     |
| Könnyűsúly 71 kg                                         | Ezio Gamba · Olaszország (ITA)          | Neil Adams · Nagy-Britannia (GBR)   | Karl-Heinz Lehmann · NDK (GDR)             |
| Harmatsúly 65 kg                                         | Nyikolaj Szoloduhin · Szovjetunió (URS) | Tsendiin Damdin · Mongólia (MGL)    | Ilijan Nedkov · Bulgária (BUL)             |
| Harmatsúly 65 kg                                         | Nyikolaj Szoloduhin · Szovjetunió (URS) | Tsendiin Damdin · Mongólia (MGL)    | Janusz Pawłowski · Lengyelország (POL)     |
| Légsúly 60 kg                                            | Thierry Rey · Franciaország (FRA)       | José Rodríguez · Kuba (CUB)         | Arambij Jemizs · Szovjetunió (URS)         |
| Légsúly 60 kg                                            | Thierry Rey · Franciaország (FRA)       | José Rodríguez · Kuba (CUB)         | Kincses Tibor · Magyarország (HUN)         |